# Mixomelia adda
Mixomelia adda là một loài bướm đêm trong họ Noctuidae.